# Tati Quebra Barraco
Tatiana de Santos Lourenço (Rio de Janeiro, 20 de setembre de 1979), també coneguda com a Tati Quebra Barraco, és una cantant i compositora brasilera de funk carioca, qui està reconeguda com una de les pioneres en aquest gènere musical, i una de les principals exponents de l'estil.

## Biografia
Tatiana va néixer i créixer a la perifèria de Rio de Janeiro, a la favela de Cidade de Deus. En una entrevista al programa de televisió The Noite, va dir que havia tingut com a inspiració musical a la cantant pop mexicana Thalía.
La seva obra posseeix cançons que parlen obertament de sexe, apoderament femení, independència i amor propi. Per això, Tati Quebra Barraco es va convertir una icona feminista i de la població LGBT. Entre els seus majors èxits, estan les cançons «Boladona», «Desce Glamurosa», «Sou Feia Mas Tô na Moda» i «Dako é Bom». El 2017, va publicar el primer videoclip oficial de la seva carrera, amb el títol de «Se liberta» . Té MC Carol com a fillola artística.
El seu DVD, anomenat "Tati Quebra Barraco Ao Vivo", va guanyar el premi "DVD d'Or" del programa Domingo Legal. La cantant té projecció internacional i ja ha fet diversos concerts a l'exterior, principalment a Alemanya i als Estats Units.
Al juny de 2010, el Partido Laborista Cristiano va publicitar la candidatura de Tati per al càrrec de diputada federal. La cantant va aconseguir només 1.052 vots, és a dir 0,01% dels electors i, per tant, no va ser escollida.
En 25 de maig de 2015, Tati va estrenar-se com a mentora en el reality de funkeiras anomenat "Lucky Ladies", ofert per la Fox Life. Tati va partiricpar el 2021 en la 13a edició del reality A Fazenda, de RecordTV.

## Estil líric
Quebra Barraco demostra els prejudicis que envolten el funk carioca o funk de baile i la cultura de la classe treballadora al Brasil a les seves lletres: que la majoria de persones que vénen de les faveles són depravades sexualment per traficant de drogues maníacs. Fins i tot amb continguts sexuals forts, les seves lletres, no obstant això, trenquen estereotips, exigeixen la igualtat entre homes i dones, alhora que emocionen el seu públic.
El seu ball, que es diu que prové de les barraques (o faveles) del Brasil, es reflecteix clarament en els seus estils musicals i fins i tot en la seva lletra i nom, que es tradueix com "Tati trenca barraques". La seva cançó més famosa fins ara és "Boladona" (2004), el vídeo del qual a YouTube té més de 5 milions de visualitzacions.

## Vida personal
Tatiana és mare de tres fills i ja té dos néts. L'1 d'abril de 2009, Tati Quebra Barraco va convertir-se en àvia per primera vegada, amb només 29 anys. La seva filla primogènita, de 15 anys, va donar a la llum un nen, que va rebre el nom de Cauã.
El desembre de 2016, va perdre el seu fill Yuri, de 19 anys, després d'una operació de la policia militar (PM) realitzada a Cidade de Deus, a la zona oest de Rio. La cantant en va culpar la policia, mencionant en un tuit:
| « | A pm tirou um pedaço de mim que jamais será preenchido A pm matou o meu filho Essa dor nunca irá se cicatrizar. | La PM s'ha endut un tros de mi que mai més s'omplirà La PM ha matat el meu fill Aquest dolor mai cicatritzarà. | » |

## Discografia
| Àlbum               | Detalls                                                                                    |
| ------------------- | ------------------------------------------------------------------------------------------ |
| Tati Quebra-Barraco | - Publicació: 2001 - Formats: CD - Discogràfica: Pippo's Music                             |

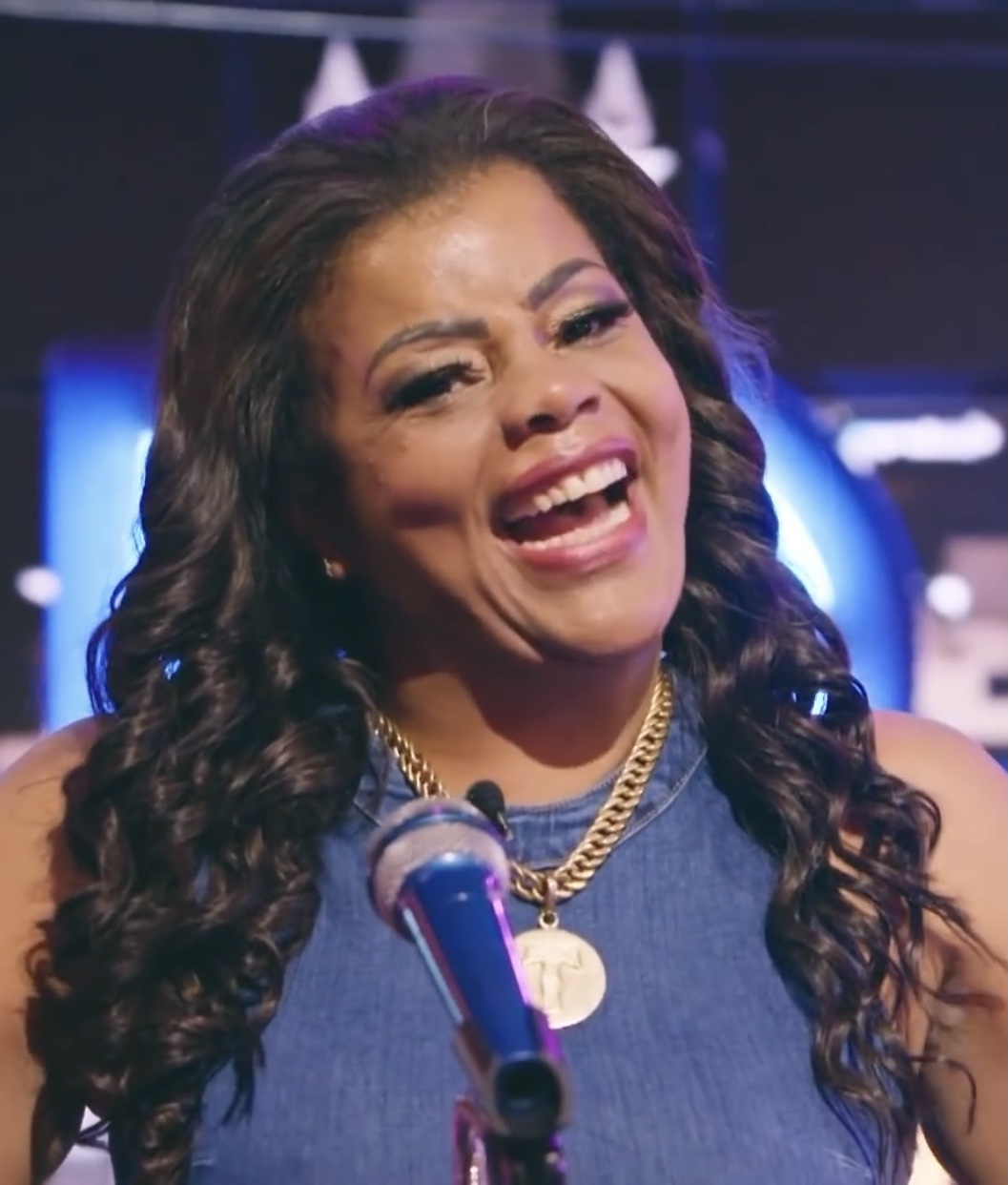
2021

| Boladona            | - Publicació: 17 de novembre de 2004 - Formats: CD - Discogràfica: Universal               |
| Se Liberta          | - Publicació: 16 de desembre de 2014 - Formats: CD, descàrrega digital - Discogràfica: FVA |

| Àlbum        | Detalls                                                          |
| ------------ | ---------------------------------------------------------------- |
| Tati Ao Vivo | - Publicació: 15 de març de 2006 - Formats: DVD - Editor: Unimar |

### Senzills
| Títol                                                     | Any  | Àlbum                           |
| --------------------------------------------------------- | ---- | ------------------------------- |
| "Canguru Perneta"                                         | 2000 | No ha estat inclòs en cap àlbum |
| "Mega Mix Tati"                                           | 2000 | No ha estat inclòs en cap àlbum |
| "Soca Tcheca"                                             | 2000 | Tati Quebra-Barraco             |
| "Tchutchuco"                                              | 2001 | Tati Quebra-Barraco             |
| "Pidona"                                                  | 2001 | Tati Quebra-Barraco             |
| "Montagem Cartão Magnético"                               | 2001 | Tati Quebra-Barraco             |
| "Paga Spring Love II"                                     | 2002 | No ha estat inclòs en cap àlbum |
| "Cachorra Solta"                                          | 2002 | No ha estat inclòs en cap àlbum |
| "Deita na Cama"                                           | 2002 | No ha estat inclòs en cap àlbum |
| "Me Chama de Cachorra"                                    | 2003 | No ha estat inclòs en cap àlbum |
| "69 Frango Assado (Montagem Ardendo Assopra)"             | 2003 | No ha estat inclòs en cap àlbum |
| "Fama de Putona (Montagem Guerreira)"                     | 2003 | No ha estat inclòs en cap àlbum |
| "Kabo Kaki"                                               | 2003 | No ha estat inclòs en cap àlbum |
| "Se Marcar"                                               | 2004 | No ha estat inclòs en cap àlbum |
| "Dako é Bom"                                              | 2004 | Boladona                        |
| "Boladona"                                                | 2004 | Boladona                        |
| "Sou Feia, Mas Tô na Moda"                                | 2005 | Boladona                        |
| "Orgia" (part. Bonde do Tigrão)                           | 2005 | Boladona                        |
| "Satisfação"                                              | 2005 | Boladona                        |
| "Sequência do Entra e Sai"                                | 2006 | No ha estat inclòs en cap àlbum |
| "Bota na Boca, Bota na Cara"                              | 2006 | No ha estat inclòs en cap àlbum |
| "Sucessar"                                                | 2009 | No ha estat inclòs en cap àlbum |
| "Me Aguenta"                                              | 2012 | No ha estat inclòs en cap àlbum |
| "Se Liberta"                                              | 2014 | Se Liberta                      |
| "Tu Quer Ser Eu"                                          | 2015 | Se Liberta                      |
| "To Pegando Pai, To Pegando Filho"                        | 2015 | Se Liberta                      |
| "Chama sem Fim" (part. Mr. Catra)                         | 2016 | Se Liberta                      |
| "É Por Isso Que Sofre" (part. Bárbara Labres & DJ Batata) | 2021 | No ha estat inclòs en cap àlbum |
| "Faz Direito" (com Valesca Popozuda e WC no Beat)         | 2022 | No ha estat inclòs en cap àlbum |
| "Dona da Putaria" (com MC Katia)                          | 2022 | No ha estat inclòs en cap àlbum |
| "Parabéns Piranha (Tu Agora Tá Formada)"(part. DJ Batata) | 2023 | No ha estat inclòs en cap àlbum |

| Títol | Any  | Àlbum                           |
| --- | ---- | ------------------------------- |
| "Berro" (Heavy Baile part. Tati Quebra Barraco e Lia Clark)                                                  | 2017 | No ha estat inclòs en cap àlbum |
| "Rap Glamurosa (Remix)" (DJ Marlboro part. Tati Quebra Barraco e Tati Zaqui)                                 | 2019 | No ha estat inclòs en cap àlbum |
| "Cala a Boca e Me Fode" (Iasmin Turbininha part. Tati Quebra Barraco)                                        | 2019 | No ha estat inclòs en cap àlbum |
| "Mamãe da Putaria" (Heavy Baile part. Tati Quebra Barraco e MC Carol)                                        | 2019 | No ha estat inclòs en cap àlbum |
| "Desce o Tom" (Black Sabará part. Tati Quebra Barraco)                                                       | 2021 | No ha estat inclòs en cap àlbum |
| "Dançar" (Meu Funeral part. Tati Quebra Barraco)                                                             | 2021 | No ha estat inclòs en cap àlbum |
| "Bem Acompanhada" (Hotelo part. Tati Quebra Barraco)                                                         | 2022 | No ha estat inclòs en cap àlbum |
| "Dança da Motinha (Remake)" (99Moto part. Tati Quebra Barraco, Valesca Popozuda, MC Tchelinho e Heavy Baile) | 2023 | No ha estat inclòs en cap àlbum |

## Filmografia
| Any  | Títol         | Paper        | Notes                        |
| ---- | ------------- | ------------ | ---------------------------- |
| 2015 | Lucky Ladies  | Presentadora |                              |
| 2017 | Os Suburbanos | Ivone        | Episodi: "Queima as Gordura" |
| 2021 | A Fazenda     | Participant  | Temporada 13                 |
| 2022 | Travessia     | Délia        | Episodi: "24 de outubro"     |

| Any  | Títol                   | Paper        | Notes      |
| ---- | ----------------------- | ------------ | ---------- |
| 2005 | Sou Feia Mas Tô na Moda | Ella mateixa | Documental |